# Cosmophyga mosticana
Cosmophyga mosticana är en fjärilsart som beskrevs av Paul Dognin 1900. Cosmophyga mosticana ingår i släktet Cosmophyga och familjen mätare. Inga underarter finns listade i Catalogue of Life.